# Municipio de Texcatepec
El municipio de Texcatepec  se encuentra ubicado en la zona norte del Estado de Veracruz, en la región huasteca baja. Es uno de los 212 municipios de la entidad. Está ubicado en las 20°35′5.36″N 98°21′51.89″O / 20.5848222, -98.3644139 y cuenta con una altura de 1.840 m s. n. m. Su cabecera es la localidad de Texcatepec.
El municipio lo conforman 34 localidades, tiene una población total de 10,824, las comunidades más pobladas son; Ayotuxtla con 2056 pobladores, Tzicatlan con 1117 pobladores, Texcatepec con 1030 pobladores, Pie de la Cuesta con 905 pobladores y La Florida con 622 pobladores. Es un municipio categorizado como rural. El Otomí es la lengua materna.

## Toponimia
Tezca-tepe-c. Es voz de origen Náhuatl que significa "En el cerro del Espejo".

### Reseña histórica
| Fue una población Huasteca dominada después por los otomíes. Fue suprimido como municipio por decreto número 47 del 8 de diciembre de 1891, repartiéndose sus congregaciones entre los municipios de Huayacocotla, Zontecomatlán, Zacualpan y Tlachichilco. El decreto número 83 del 6 de julio de 1918 restauró como cabecera al Texcatepec. En 1930 la cabecera municipal se instala en el pueblo de Amaxac; por el decreto número 4 de 1931 restituye el carácter de cabecera municipal, al pueblo de Texcatepec. |

### Personajes Ilustres
| Antonio Granada, encabezó la resistencia contra la invasión mestiza; José Nicolás, destacado rebelde que luchó a lado de Don Antonio de Granada; Celestino Alvarado, Sargento Otomí comisionado por Adalberto Tejeda para poner en práctica los postulados de la Revolución Mexicana. |

PRINCIPALES ECOSISTEMAS
FloraSu vegetación es de tipo bosque Templado caducifolia y se encuentran árboles como el encino, el fresno, Ocote, sauce y álamo.
Fauna
Existe una gran variedad de animales silvestres entre los que se encuentran el conejo, la ardilla, el tlacuache, el armadillo y el Tejón.
ARTESANÍAS
Se bordan blusas, manteles y servilletas con hilo, cestos y tallados en madera.
GASTRONOMÍAEl mole de guajolote y la barbacoa de borrego son los platillos favoritos que se consumen. 

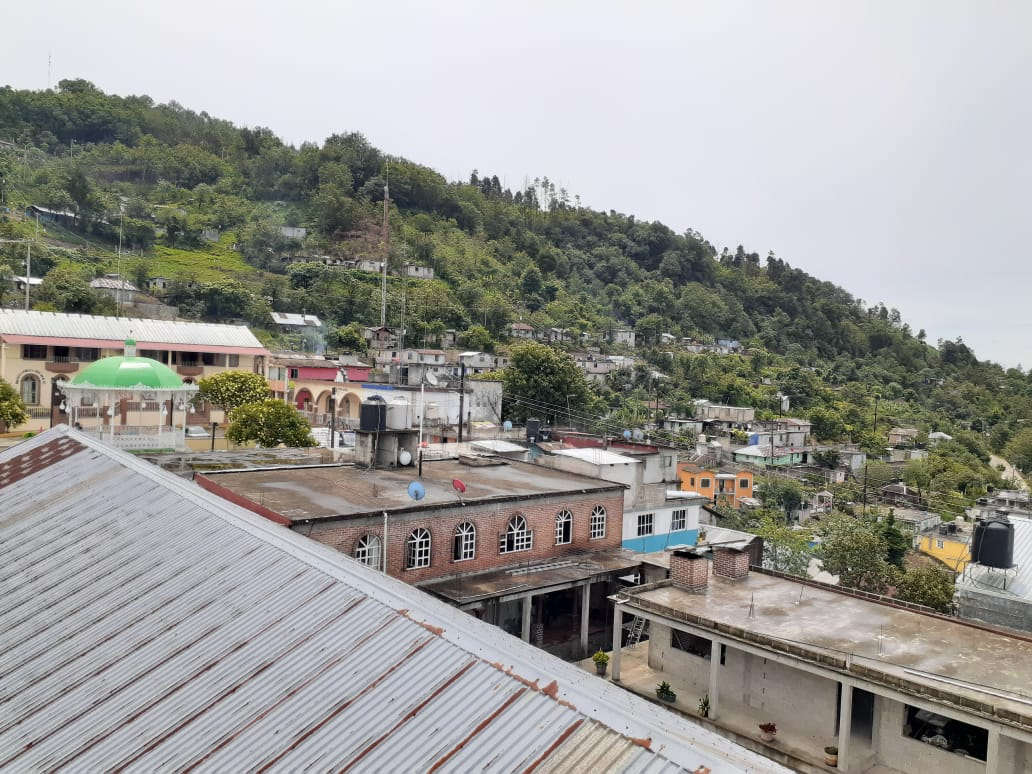
tomada desde la torre de la parroquia de Texca

## Límites
- Norte: Zontecomatlán
- Sur: Zacualpan
- Este: Tlachichilco
- Oeste:  Huayacocotla

### Fiestas y tradiciones
Texcatepec tiene un clima principalmente templado y lluvias abundantes en verano y principios de otoño.
El municipio de Texcatepec celebra sus tradicionales fiestas, el carnaval se realiza 5 días comienza un día viernes y finaliza martes un día antes del miércoles de ceniza, es por ello que varia las fechas y el 24 de junio celebran las fiestas en honor a San Juan Bautista, que es el santo patrono del lugar.

### Cronología de presidentes municipales
| Presidente                 | Período   | Partido |
| Constantino Alvarado       | 1955-1958 |         |
| Virgilio Flores H.         | 1958-1961 |         |
| Gumersindo López Francisco | 1961-1964 |         |
| Manuel Fuentes Aguilar     | 1964-1967 |         |
| José Mauricio López        | 1967-1970 |         |
| Virgilio Flores A.         | 1970-1973 |         |
| Alberto Guzmán Sánchez     | 1973-1976 |         |
| Herlindo Teodoro Basilio   | 1976-1979 |         |
| Elías Santiago Alonso      | 1979-1982 |         |
| Rogelio Guzmán Gómez       | 1982-1985 |         |
| Alfonso Albino Bonilla     | 1985-1988 |         |
| Julio Méndez Desiderio     | 1988-1991 | PRI     |
| Fausto Maldonado Bonilla   | 1992-1994 | PRD     |
| Eucario Guzmán Gómez       | 1995-1997 | PRD     |
| Jacobo Teodoro Escamilla   | 1998-2000 | PRD     |
| Rey Valentín Tiburcio      | 2001-2004 | PRD     |
| Jacinto Gómez Linares      | 2005-2007 | CUV     |
| Odilon Guzmán Hernández    | 2008-2010 | CAFV    |
| Federico Antonio Jardines  | 2011-2013 | COAL.   |
| Rosendo Marin Hernández    | 2014-2016 | PRD     |